# Ykkönen 2007
Die Ykkönen 2007 war die 14. Spielzeit der zweithöchsten finnischen Fußballliga unter diesem Namen und die insgesamt 70. Spielzeit seit der offiziellen Einführung einer solchen im Jahr 1936. Sie begann am 28. April und endete am 20. Oktober 2007.

## Modus
Die 14 Mannschaften spielten an insgesamt 26 Spieltagen aufgeteilt in einer Hin- und einer Rückrunde jeweils zwei Mal gegeneinander. Der Meister stieg direkt in die Veikkausliiga 2008 auf, der Zweitplatzierte konnte über die Relegation aufsteigen. Die letzten drei Vereine stiegen direkt in die Kakkonen ab.

## Teilnehmer
| Verein                 | Stadt       |
| ---------------------- | ----------- |
| Atlantis FC            | Helsinki    |
| Klubi 04               | Helsinki    |
| PK-35 Helsinki         | Helsinki    |
| FC Hämeenlinna         | Hämeenlinna |
| JIPPO Joensuu          | Joensuu     |
| JJK Jyväskylä          | Jyväskylä   |
| Gamlakarleby BK        | Kokkola     |
| Kokkolan Palloveikot   | Kokkola     |
| Kuopion PS             | Kuopio      |
| Rovaniemi PS           | Rovaniemi   |
| PP-70 Tampere          | Tampere     |
| Tampereen Pallo-Veikot | Tampere     |
| Tornion Pallo -47      | Tornio      |
| Vasa IFK               | Vaasa       |

## Abschlusstabelle
| Pl. | Verein                     | Sp. | S  | U | N  | Tore    | Diff. | Punkte |
| --- | -------------------------- | --- | -- | - | -- | ------- | ----- | ------ |
| 1.  | Kuopion PS (A)             | 26  | 16 | 8 | 2  | 044:170 | +27   | 56     |
| 2.  | Rovaniemi PS               | 26  | 16 | 7 | 3  | 044:230 | +21   | 55     |
| 3.  | JJK Jyväskylä (N)          | 26  | 11 | 8 | 7  | 045:300 | +15   | 41     |
| 4.  | FC Hämeenlinna             | 26  | 11 | 8 | 7  | 037:270 | +10   | 41     |
| 5.  | Tornion Pallo -47          | 26  | 10 | 7 | 9  | 036:290 | +7    | 37     |
| 6.  | Vasa IFK                   | 26  | 9  | 9 | 8  | 031:350 | −4    | 36     |
| 7.  | Atlantis FC                | 26  | 9  | 7 | 10 | 033:320 | +1    | 34     |
| 8.  | PK-35 Helsinki             | 26  | 8  | 9 | 9  | 036:330 | +3    | 33     |
| 9.  | JIPPO Joensuu              | 26  | 8  | 8 | 10 | 032:370 | −5    | 32     |
| 10. | Kokkolan Palloveikot       | 26  | 8  | 7 | 11 | 027:460 | −19   | 31     |
| 11. | Tampereen Pallo-Veikot (N) | 26  | 8  | 6 | 12 | 024:370 | −13   | 30     |
| 12. | Gamlakarleby BK (N)        | 26  | 7  | 6 | 13 | 028:380 | −10   | 27     |
| 13. | PP-70 Tampere              | 26  | 6  | 7 | 13 | 031:440 | −13   | 25     |
| 14. | Klubi 04                   | 26  | 2  | 9 | 15 | 025:450 | −20   | 15     |

Platzierungskriterien: 1. Punkte – 2. Tordifferenz – 3. geschossene Tore

| (A) | Absteiger aus der Veikkausliiga 2006 |
| (N) | Aufsteiger                           |

### Relegation
Aufstieg
|              | Gesamt |              | Hinspiel | Rückspiel |
| ------------ | ------ | ------------ | -------- | --------- |
| Rovaniemi PS | 2:1    | FC Viikingit | 1:0      | 1:1       |

Rovaniemi stieg in die Veikkausliiga auf.